# 리처드 바델메스

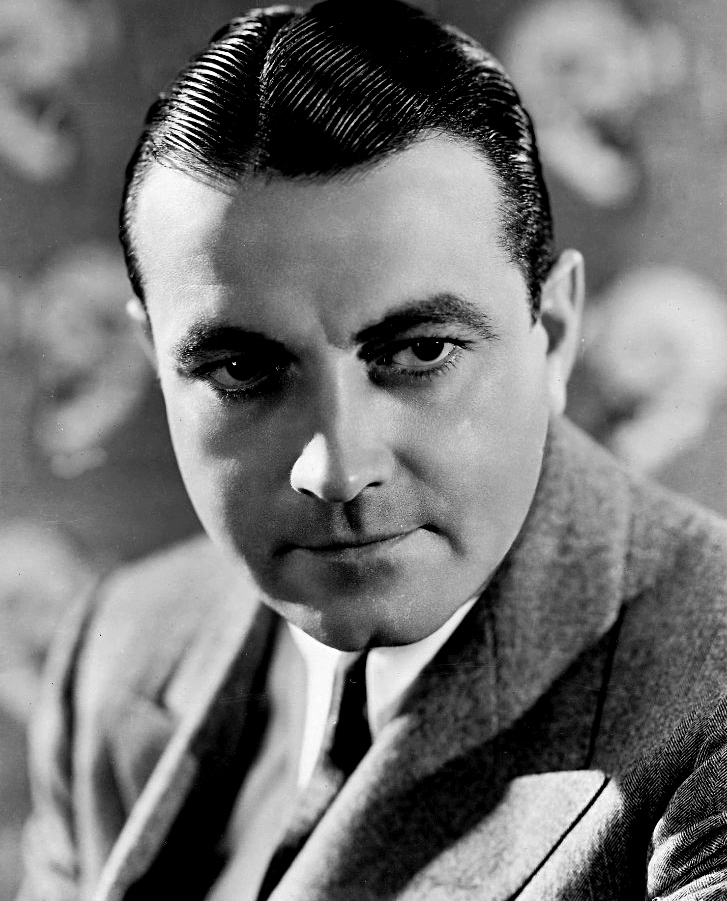

리처드 바델메스(Richard Barthelmess, 1895년 5월 9일 ~ 1963년 8월 17일)는 미국의 연극 배우, 영화배우, 영화 프로듀서이다.
뉴욕에서 태어났으며 사우샘프턴에서 사망하였다. 사인은 식도암이다.

## 영화
- 팅글러 (1959년)
- 약탈자 (1942년)
- 천사만이 날개를 가졌다 (1939년)
- 히어로즈 포 세일 (1933년)
- 새벽의 출격 (1930년)
- 쇼 오브 쇼 (1929년)
- 위어리 리버 (1929년)
- 누스 (1928년)
- 패튼트 레더 키드 (1927년)
- 7번째 날 (1922년)
- 톨라블 데이빗 (1921년)
- 동부 저 멀리 (1920년)
- 흩어진 꽃잎 (1919년) - 옐로우 맨 역